# Megarhyssa bicolor
Megarhyssa bicolor är en stekelart som beskrevs av Baltazar 1961. Megarhyssa bicolor ingår i släktet Megarhyssa och familjen brokparasitsteklar. Inga underarter finns listade i Catalogue of Life.